# 祝 (米)
祝（いわい）は、イネ（稲）の品種の一つ。日本酒の醸造に用いられている酒造好適米である。心白が非常に大きい特徴を有する。『京の米で京の酒を』として京都産の米を使った点を強く訴え地域ブランドを冠した日本酒原料米として栽培されている。

## 品種特性
大粒だが、分蘖も少なく、収量は少収である。長稈で耐倒伏性も弱い。
一方、酒米としては、心白発現率が高く、心白自体も大きいのが特徴。「味のある酒ができる」とされる。ただし、腹白は少ないものの心白が大きいために割れやすく、精白は50％程度が限界である。

## 栽培史
1933年に京都府立農事試験場丹後分場（現・京都府農林水産技術センター農林センター丹後農業研究所（丹後特産部））において野条穂の純系より派生した品種である。
1933年から1946年および1955年から1973年の2度に渡って、京都府の奨励品種として栽培されていた。しかし、食糧難や価格の低迷、収量性が低いことなどから栽培面積が減少し、1973年を最後に生産の現場からは姿を消していた。
その後、優れた酒造適性から「幻の酒米」と称されるようになった。1992年に再び奨励品種として、京都府のオリジナル米として復活。復活に際して生産現場より栽培の省力化といった求めをうけて丹後農業研究所では、1993年不耕起移植栽培の試験栽培を行ったところ耕起移植栽培と変わりない収量が得られた。
2016年（平成28年）産米では、京都府の醸造用米の作付面積の57.1％を占める。2017年（平成29年）産米時点で、「五百万石」とともに京都府の醸造用米の産地品種銘柄（必須銘柄）となっている。